# Amphimallon alatavicus
Amphimallon alatavicus är en skalbaggsart som beskrevs av Medvedev 1951. Amphimallon alatavicus ingår i släktet Amphimallon och familjen Melolonthidae. Inga underarter finns listade i Catalogue of Life.